# Рут Чью
Рут Чью (англ. Ruth Chew) — ілюстраторка та письменниця у жанрі дитячої фентезі.

## Біографія
Народилася 8 квітня 1920 року в Міннеаполісі, Міннесота, США. Дитинство провела у місті Вашингтон. 1936 року закінчила Західну середню школу (Western High School), після якої вступила до Коркоранської школи мистецтв (Corcoran School of Art). Згодом також навчалася у Лізі студентів-художників (Art Students League; відвідувала заняття до 2001 року).
1948 року одружилася з адвокатом Аароном Сільвером та переїхала з Мангеттена до Брукліна. Має п'ятьох дітей (Девід, Ева, Джордж, Анна та Гелен). Працювала модельним художником, малюючи для рекламних агенцій та газет. Також спробувала себе у ролі ілюстраторки дитячих книг (найвідоміші ілюстрації видань — «Шукачі» Едмунда Гілдіка та «Леді-акула» Анни МакГовен).
Ба більше, Рут є авторкою близько 30 книг для дітей. Писала про відьом, чаклунів та магію. Її ж першою книгою став твір «Відьма Середи», де відьма замість мітли осідлала порохотяг. Більшість її книг опублікувало видавництво «Scholastic Corporation» у 1970-х — 1980-х роках. Твори письменниці перекладені іспанською, фінською, тайською та японською мовами.
2001 року письменниця переїхала на північ Каліфорнії, де жила її старша донька. Померла від пневмонії 13 травня 2010 року в Кастро Валлі (Каліфорнія).

## Твори
- The Wednesday Witch (1969) ISBN 0-590-42761-X — «Відьма Середи»;
- Baked Beans for Breakfast (1970) ASIN B000KOXKT4 — «Запечена квасоля на сніданок»;
- No Such Thing as a Witch (1971) ISBN 0-590-44053-5 — «Відьом не існує»;
- Magic in the Park (1972) ISBN 0-590-40119-X — «Чари у парку»;
- The Hidden Cave (1973) ISBN 0-590-06105-4 — «Таємна печера»;
- What the Witch Left (1973) ISBN 0-8038-8065-0 — «Залишене відьмою»;
- The Secret Tree-House (1974) ASIN B000HIN5TI — «Таємний будинок-дерево»;
- The Witch's Buttons (1974) ISBN 0-8038-8071-5 — «Відьомські ґудзики»;
- Witch in the House (1975) ISBN 0-590-00093-4 — «Відьма в будинку»;
- The Trouble with Magic (1976) ASIN B000ZFI2NM — «Проблеми з магією»;
- The Would-Be Witch (1976) ISBN 0-8038-8084-7 — «Відьма-самозванка»;
- Summer Magic (1977) ISBN 0-590-10421-7 — «Літня магія»;
- Witch's Broom (1977) ISBN 0-396-07486-3 — «Відьомська мітла»;
- The Witch's Garden (1978) ISBN 0-8038-8093-6 — «Відьомський сад»;
- Earthstar Magic (1979) ISBN 0-8038-1955-2 — «Магія Зірковика»;
- The Wishing Tree (1980) ISBN 0-8038-8099-5 — «Дерево бажань»;
- Second-hand Magic (1981) ISBN 0-8234-0430-7 — «Вживана магія»;
- Mostly Magic (1982) ISBN 0-590-40654-X — «Здебільшого магія»;
- The Magic Coin (1983) ISBN 0-590-32640-6 — «Магічна монетка»;
- The Witch at the Window (1984) ISBN 0-590-41219-1 — «Відьма біля вікна»;
- Trapped in Time (1986) ISBN 0-590-33813-7 — «В'язні часу»;
- Do-It-Yourself Magic (1987) ISBN 0-590-40784-8 «Магія „Зроби це сам“»;
- The Witch and the Ring (1989) ISBN 0-590-42056-9 — «Відьма та перстень»;
- Magic of the Black Mirror (1990) ISBN 0-590-43186-2 — «Чари чорного дзеркала»;
- Royal Magic (1991) ISBN 0-590-44742-4 — «Королівська магія»;
- Wrong Way Around Magic (1993) ISBN 0-590-46023-4 — «Неправильна магія»;
- Witch's Cat (1994) ISBN 0-590-48341-2 — «Відьомський кіт»;
- Last Chance for Magic (1996) ISBN 0-590-60210-1 — «Останній шанс магії»;
- The Enchanted Book (1998) ISBN 0-590-09874-8 — «Зачарована книга».